# Vějíř lady Windermerové (film, 2004)
Vějíř lady Windermerové (v anglickém originále A Good Woman) je koprodukční romantický film z roku 2004 podle stejnojmenné divadelní hry Oskara Wildea z roku 1892. Režisérem filmu je Mike Barker. Hlavní role ve filmu ztvárnili Helen Huntová, Scarlett Johanssonová, Mark Umbers, Stephen Campbell Moore a Tom Wilkinson.

## Obsazení
| Helen Hunt             | Erlynne           |
| Scarlett Johansson     | Meg Windermere    |
| Mark Umbers            | Robert Windermere |
| Stephen Campbell Moore | Lord Darlington   |
| Tom Wilkinson          | Lord Augustus     |
| Milena Vukotic         | hraběnka Lucchino |
| Roger Hammond          | Cecil             |
| John Standing          | Dumby             |